# 105
Cette page concerne l'année 105  du calendrier julien. Pour l'année 105 av. J.-C., voir 105 av. J.-C. Pour le nombre 105, voir 105 (nombre).
L'année 105 est une année commune qui commence un mercredi.

## Événements
- 4 juin : Trajan quitte Rome[1] pour repousser une offensive dace sur le bas Danube. Début de la seconde Guerre de Trajan en Dacie (fin en 106).
- Début supposé du pontificat d'Alexandre Ier (fin en 115)[2].

- Perfectionnement du papier par l'eunuque chinois Cai Lun, qui le présente à l'empereur Hedi de la dynastie Han[3].

## Naissances en 105
- Han Shangdi, bébé empereur de la dynastie Han (d. 106)

## Décès en 105
- Flavius Josèphe, historien juif.
- Martial, poète latin.